# Przewodniczący Rady Ustawodawczej Hongkongu
Przewodniczący Rady Ustawodawczej jest przewodniczącym jednoizbowego ciała ustawodawczego Hongkongu. Od czasów utworzenia Rady w 1843 r. jej przewodniczącym był każdorazowo gubernator. Rozdzielenie tych funkcji nastąpiło dopiero w 1993 r. Od tamtej pory przewodniczący jest wybierany spośród deputowanych.

## Lista przewodniczących
- 1843 - 1993: patrz - gubernatorzy Hongkongu
- 1993 - 1995: Sir John Joseph Swaine
- 1995 - 1997: Andrew Wong Wang-fat
- 1997 - 2008: Rita Fan Hsu Lai-tai
- 2008 - 2016: Jasper Tsang Yok-sing
- 2016 - : Andrew Leung Kwan-yuen